# أوعية متقدمة
أوعية متقدمة (باللاتينية: Vasa praevia) وتعرف أيضا باسم (الأوعية المنزاحة هي إحدى مضاعفات التوليد تتسم بالظهور المتقدم للحبل السري وهي ظهور أغشية الجنين أثناء الولادة، وتعتبر إحدى المضاعفات التوليدية التي تشكل خطورة على حياة الجنين كونها عرضة للتمزق والتي تؤدي إلى نزف دم الجنين.

## الأسباب
في المراحل المتقدمة من الحمل أو عند اقتراب موعد الولادة يبداء عنق الرحم بالاتساع وبالتالي يفصل المشيمة عن الرحم مما يسبب نزيف دموي غزير لهذه الاوعية المتقدمة وغالبا يكون هذا النزيف بدون الم تشعر به المرأة الحامل، ووجود المشيمة في الجزء السفلي من الرحم وبالتالي يؤدي إلى قد تغطي عنق الرحم بالكامل أو جزء منه. وتصيب هذه الحالة سيدة واحدة بين كل 200 وتزداد النسبة للنساء الواتي لديهن أكثر من مولود سابق أو للذين كان لديهن حمل بتوأم من قبل أو اجروا عملية جراحية للرحم أو عملية قيصرية من قبل.

## العلاج
تعد هذه الحالات من الحالات الطارئة التي تستدعي تدخل طبي عادة يتم العلاج على الفور باجراء عملية الولادة القيصرية الطارئة.